# Копани
Копа̀ни (на гръцки: Κοπάνη) е село в Северозападна Гърция, дем Додони, област Епир. Според преброяването от 2001 година населението му е 464 души.

## География
Селото е разположено на 30 километра южно от град Янина.